# Vuelta a España 2016
Vuelta a España 2016 var den 71. udgave af Vuelta a España. Det blev arrangeret i perioden 20. august til 11. september 2016. Løbet startede med en 29,4 km lang holdtidskørsel. Nairo Quintana fra Movistar Team blev den samlede vinder af løbet.

## Hold og ryttere
| UCI WorldTeams (18)- AG2R La Mondiale - Astana - BMC Racing Team - Cannondale-Drapac - Dimension Data - Etixx-Quick Step - FDJ - Giant-Alpecin - IAM Cycling - Katusha - Lampre-Merida - Lotto-Soudal - Lotto NL-Jumbo - Movistar Team - Orica-BikeExchange - Sky - Tinkoff - Trek-Segafredo UCI Professionelle kontinentalthold (4)- Bora-Argon 18 - Cofidis, Solutions Crédits - Direct Énergie - Caja Rural-Seguros RGA |
| |

159 af de 198 startende fuldførte løbet. På 15. etape havnede 93 ryttere udenfor tidsgrænsen, men juryen gav tilladelse til at de kunne fortsætte i løbet. Alejandro Valverde og Adam Hansen fuldførte deres tredje Grand Tour for året, Hansen i sit sekstende i træk.
Blandt forhåndsfavoritterne til sejren var Alberto Contador, Chris Froome, Esteban Chaves, Steven Kruijswijk, Alejandro Valverde og Nairo Quintana.
| Nationer                                                                                           | Antal ryttere |
| -------------------------------------------------------------------------------------------------- | ------------- |
| Frankrig                                                                                           | 34            |
| Spanien                                                                                            | 27            |
| Belgien                                                                                            | 21            |
| Italien                                                                                            | 19            |
| Holland, USA                                                                                       | 9             |
| Australien                                                                                         | 8             |
| Tyskland                                                                                           | 7             |
| Rusland                                                                                            | 6             |
| Colombia, Portugal, Storbritannien, Schweiz                                                        | 5             |
| Norge, Sydafrika                                                                                   | 4             |
| Polen, Østrig                                                                                      | 3             |
| Canada, Japan, Kasakhstan, Kroatien, Luxembourg, New Zealand, Tjekkiet                             | 2             |
| Brasilien, Danmark, Eritrea, Estland, Etiopien, Hviderusland, Letland, Litauen, Slovakiet, Sverige | 1             |
| Totalt                                                                                             | 198           |

### Danske ryttere
- Magnus Cort kørte for Orica-BikeExchange

## Etaperne
| Etape     | Dato     | Start – Mål                            | type              | Afstand (km) | Etapevinder        | Førende rytter     |
| --------- | -------- | -------------------------------------- | ----------------- | ------------ | ------------------ | ------------------ |
| 1. etape  | 20. aug. | Cenlle – Castrelo de Miño              | holdtidskørsel    | 27,8         | Sky                | Peter Kennaugh     |
| 2. etape  | 21. aug. | Ourense – Baiona                       | flad etape        | 160,8        | Gianni Meersman    | Michał Kwiatkowski |
| 3. etape  | 22. aug. | Marín – Mirador de Ézaro               | middel bjergetape | 176,4        | Alexandre Geniez   | Rubén Fernández    |
| 4. etape  | 23. aug. | Betanzos – San Andrés de Teixido       | middel bjergetape | 163,5        | Lilian Calmejane   | Darwin Atapuma     |
| 5. etape  | 24. aug. | Vivero – Lugo                          | kuperet etape     | 171,3        | Gianni Meersman    | Darwin Atapuma     |
| 6. etape  | 25. aug. | Monforte de Lemos – Nogueira de Ramuín | middel bjergetape | 163,2        | Simon Yates        | Darwin Atapuma     |
| 7. etape  | 26. aug. | Maceda – Puebla de Sanabria            | kuperet etape     | 158,5        | Jonas Vangenechten | Darwin Atapuma     |
| 8. etape  | 27. aug. | Villalpando – La Camperona             | bjergetape        | 181,5        | Sergej Lagutin     | Nairo Quintana     |
| 9. etape  | 28. aug. | Cistierna – Monte Naranco              | middel bjergetape | 164,5        | David de la Cruz   | David de la Cruz   |
| 10. etape | 29. aug. | Lugones – Lagos de Covadonga           | bjergetape        | 188,7        | Nairo Quintana     | Nairo Quintana     |
|           | 30. aug. | Hviledag i Oviedo                      | Hviledag          |              |                    |                    |
| 11. etape | 31. aug. | Colunga – Peña Cabarga                 | middel bjergetape | 168,6        | Chris Froome       | Nairo Quintana     |
| 12. etape | 1. sep.  | Los Corrales de Buelna – Bilbao        | middel bjergetape | 193,2        | Jens Keukeleire    | Nairo Quintana     |
| 13. etape | 2. sep.  | Bilbao – Urdazubi/Urdax                | kuperet etape     | 213,4        | Valerio Conti      | Nairo Quintana     |
| 14. etape | 3. sep.  | Urdazubi/Urdax – Col d'Aubisque        | bjergetape        | 196          | Robert Gesink      | Nairo Quintana     |
| 15. etape | 4. sep.  | Sabiñánigo – Aramón Formigal           | bjergetape        | 118,5        | Gianluca Brambilla | Nairo Quintana     |
| 16. etape | 5. sep.  | Alcañiz – Peñíscola                    | flad etape        | 156,4        | Jempy Drucker      | Nairo Quintana     |
|           | 6. sept. | Hviledag i Castellón de la Plana       | Hviledag          |              |                    |                    |
| 17. etape | 7. sep.  | Castellón de la Plana – Lucena del Cid | bjergetape        | 177,5        | Mathias Frank      | Nairo Quintana     |
| 18. etape | 8. sep.  | Requena – Gandia                       | kuperet etape     | 200,6        | Magnus Cort        | Nairo Quintana     |
| 19. etape | 9. sep.  | Xàbia – Calpe                          | enkeltstart       | 37           | Chris Froome       | Nairo Quintana     |
| 20. etape | 10. sep. | Benidorm – Sierra de Aitana            | bjergetape        | 193,2        | Pierre Latour      | Nairo Quintana     |
| 21. etape | 11. sep. | Las Rozas de Madrid – Madrid           | flad etape        | 104,1        | Magnus Cort        | Nairo Quintana     |

## Klassementsfordelingen
| Etape  | Vinder             | Førertrøjen ·      | Pointtrøjen ·      | Bjergtrøjen ·    | Kombinationstrøjen · | Holdkonkurrencen | Mest angrebsivrige |
| ------ | ------------------ | ------------------ | ------------------ | ---------------- | -------------------- | ---------------- | ------------------ |
| 1      | Team Sky           | Peter Kennaugh     | ikke uddelt        | ikke uddelt      | ikke uddelt          | Team Sky         | ikke uddelt        |
| 2      | Gianni Meersman    | Michał Kwiatkowski | Gianni Meersman    | Laurent Pichon   | Laurent Pichon       | Team Sky         | ikke uddelt        |
| 3      | Alexandre Geniez   | Rubén Fernández    | Alexandre Geniez   | Alexandre Geniez | Rubén Fernández      | Movistar Team    | Simon Pellaud      |
| 4      | Lilian Calmejane   | Darwin Atapuma     | Alexandre Geniez   | Alexandre Geniez | Darwin Atapuma       | Movistar Team    | Thomas De Gendt    |
| 5      | Gianni Meersman    | Darwin Atapuma     | Gianni Meersman    | Alexandre Geniez | Darwin Atapuma       | Movistar Team    | Tiago Machado      |
| 6      | Simon Yates        | Darwin Atapuma     | Gianni Meersman    | Alexandre Geniez | Darwin Atapuma       | Movistar Team    | Omar Fraile        |
| 7      | Jonas Vangenechten | Darwin Atapuma     | Gianni Meersman    | Alexandre Geniez | Darwin Atapuma       | Movistar Team    | Luis Ángel Maté    |
| 8      | Sergej Lagutin     | Nairo Quintana     | Gianni Meersman    | Sergej Lagutin   | Alejandro Valverde   | Etixx-Quick Step | Jhonatan Restrepo  |
| 9      | David de la Cruz   | David de la Cruz   | Gianni Meersman    | Thomas De Gendt  | David de la Cruz     | Etixx-Quick Step | Luis León Sánchez  |
| 10     | Nairo Quintana     | Nairo Quintana     | Alejandro Valverde | Omar Fraile      | Nairo Quintana       | Movistar Team    | Luis Ángel Maté    |
| 11     | Chris Froome       | Nairo Quintana     | Alejandro Valverde | Nairo Quintana   | Nairo Quintana       | Movistar Team    | Tiago Machado      |
| 12     | Jens Keukeleire    | Nairo Quintana     | Alejandro Valverde | Nairo Quintana   | Nairo Quintana       | Movistar Team    | David López        |
| 13     | Valerio Conti⋅     | Nairo Quintana     | Alejandro Valverde | Sergej Lagutin   | Nairo Quintana       | BMC Racing Team  | Gatis Smukulis     |
| 14     | Robert Gesink      | Nairo Quintana     | Alejandro Valverde | Kenny Elissonde  | Nairo Quintana       | BMC Racing Team  | Simon Gerrans      |
| 15     | Gianluca Brambilla | Nairo Quintana     | Alejandro Valverde | Kenny Elissonde  | Nairo Quintana       | BMC Racing Team  | Alberto Contador   |
| 16     | Jempy Drucker      | Nairo Quintana     | Alejandro Valverde | Kenny Elissonde  | Nairo Quintana       | BMC Racing Team  | Luis Ángel Maté    |
| 17     | Mathias Frank      | Nairo Quintana     | Alejandro Valverde | Kenny Elissonde  | Nairo Quintana       | BMC Racing Team  | Jaime Rosón        |
| 18     | Magnus Cort        | Nairo Quintana     | Alejandro Valverde | Kenny Elissonde  | Nairo Quintana       | BMC Racing Team  | Fumiyuki Beppu     |
| 19     | Chris Froome       | Nairo Quintana     | Alejandro Valverde | Kenny Elissonde  | Nairo Quintana       | BMC Racing Team  | Chris Froome       |
| 20     | Pierre Latour      | Nairo Quintana     | Fabio Felline      | Omar Fraile      | Nairo Quintana       | BMC Racing Team  | Luis León Sánchez  |
| 21     | Magnus Cort        | Nairo Quintana     | Fabio Felline      | Omar Fraile      | Nairo Quintana       | BMC Racing Team  | ikke uddelt        |
| Samlet | Samlet             | Nairo Quintana     | Fabio Felline      | Omar Fraile      | Nairo Quintana       | BMC Racing Team  | Alberto Contador   |

## Resultater
| Trøje                  | Trøje                                     | Trøje                   | Trøje                                         |
| ---------------------- | ----------------------------------------- | ----------------------- | --------------------------------------------- |
| Røde førertrøje        | Betegner vinderen af den samlede stilling | Grønne pointtrøje       | Betegner vinderen af pointkonkurrencen        |
| Blåprikkede bjergtrøje | Betegner vinderen af bjergkonkurrencen    | Hvide kombinationstrøje | Betegner vinderen af kombinationskonkurrencen |

### Samlede stilling
| \| Samlede stilling \| Samlede stilling \| Samlede stilling \| Samlede stilling \| Samlede stilling \| \| Rytter \| Rytter \| Hold \| Tid \| \| \| ---------------- \| ---------------------- \| ---------------------- \| ---------------- \| ---------------- \| \| 1. \| Nairo Quintana \| Movistar Team \| 83t 31' 28" \| \| \| 2. \| Chris Froome \| Team Sky \| + 1' 23" \| \| \| 3. \| Esteban Chaves \| Orica-BikeExchange \| + 4' 08" \| \| \| 4. \| Alberto Contador \| Tinkoff \| + 4' 21" \| \| \| 5. \| Andrew Talansky \| Cannondale-Drapac \| + 7' 43" \| \| \| 6. \| Simon Yates \| Orica-BikeExchange \| + 8' 33" \| \| \| 7. \| David de la Cruz \| Etixx-Quick Step \| + 11' 18" \| \| \| 8. \| Daniel Moreno \| Movistar Team \| + 13' 04" \| \| \| 9. \| Davide Formolo \| Cannondale-Drapac \| + 13' 17" \| \| \| 10. \| George Bennett \| LottoNL-Jumbo \| + 14' 07" \| \| \| 11. \| Michele Scarponi \| Astana \| + 15' 33" \| \| \| 12. \| Alejandro Valverde \| Movistar Team \| + 15' 57" \| \| \| 13. \| Jean-Christophe Péraud \| AG2R La Mondiale \| + 18' 22" \| \| \| 14. \| Ben Hermans \| BMC Racing Team \| + 19' 10" \| \| \| 15. \| Jegor Silin \| Katusha \| + 22' 05" \| \| \| 16. \| Maxime Monfort \| Lotto-Soudal \| + 29' 37" \| \| \| 17. \| Jan Bakelants \| AG2R La Mondiale \| + 36' 30" \| \| \| 18. \| Sergio Pardilla \| Caja Rural-Seguros RGA \| + 38' 38" \| \| \| 19. \| Haimar Zubeldia \| Trek-Segafredo \| + 40' 29" \| \| \| 20. \| Kenny Elissonde \| FDJ \| + 42' 26" \| \| |                        |                        |             |
| |                        |                        |             |
| Kilde: ProCyclingStats |                        |                        |             |
| Samlede stilling |                        |                        |             |
| Rytter | Rytter                 | Hold                   | Tid         |
| 1. | Nairo Quintana         | Movistar Team          | 83t 31' 28" |
| 2. | Chris Froome           | Team Sky               | + 1' 23"    |
| 3. | Esteban Chaves         | Orica-BikeExchange     | + 4' 08"    |
| 4. | Alberto Contador       | Tinkoff                | + 4' 21"    |
| 5. | Andrew Talansky        | Cannondale-Drapac      | + 7' 43"    |
| 6. | Simon Yates            | Orica-BikeExchange     | + 8' 33"    |
| 7. | David de la Cruz       | Etixx-Quick Step       | + 11' 18"   |
| 8. | Daniel Moreno          | Movistar Team          | + 13' 04"   |
| 9. | Davide Formolo         | Cannondale-Drapac      | + 13' 17"   |
| 10. | George Bennett         | LottoNL-Jumbo          | + 14' 07"   |
| 11. | Michele Scarponi       | Astana                 | + 15' 33"   |
| 12. | Alejandro Valverde     | Movistar Team          | + 15' 57"   |
| 13. | Jean-Christophe Péraud | AG2R La Mondiale       | + 18' 22"   |
| 14. | Ben Hermans            | BMC Racing Team        | + 19' 10"   |
| 15. | Jegor Silin            | Katusha                | + 22' 05"   |
| 16. | Maxime Monfort         | Lotto-Soudal           | + 29' 37"   |
| 17. | Jan Bakelants          | AG2R La Mondiale       | + 36' 30"   |
| 18. | Sergio Pardilla        | Caja Rural-Seguros RGA | + 38' 38"   |
| 19. | Haimar Zubeldia        | Trek-Segafredo         | + 40' 29"   |
| 20. | Kenny Elissonde        | FDJ                    | + 42' 26"   |

|    | Rytter                   | Hold               | Point |
| -- | ------------------------ | ------------------ | ----- |
| 1  | Fabio Felline (ITA)      | Trek-Segafredo     | 100   |
| 2  | Nairo Quintana (COL)     | Movistar Team      | 97    |
| 3  | Alejandro Valverde (ESP) | Movistar Team      | 93    |
| 4  | Chris Froome (GBR)       | Team Sky           | 92    |
| 5  | Luis León Sánchez (ESP)  | Astana Pro Team    | 75    |
| 6  | Gianni Meersman (BEL)    | Etixx-Quick Step   | 73    |
| 7  | Simon Yates (GBR)        | Orica-BikeExchange | 56    |
| 8  | Alberto Contador (ESP)   | Tinkoff            | 56    |
| 9  | Esteban Chaves (COL)     | Orica-BikeExchange | 54    |
| 10 | Daniele Bennati (ITA)    | Tinkoff            | 54    |

|    | Rytter                   | Hold               | Point |
| -- | ------------------------ | ------------------ | ----- |
| 1  | Omar Fraile (ESP)        | Dimension Data     | 58    |
| 2  | Kenny Elissonde (FRA)    | FDJ                | 57    |
| 3  | Robert Gesink (NED)      | Team LottoNL-Jumbo | 37    |
| 4  | Alexandre Geniez (FRA)   | FDJ                | 28    |
| 5  | Nairo Quintana (COL)     | Movistar Team      | 27    |
| 6  | Jegor Silin (RUS)        | Team Katusha       | 23    |
| 7  | Sergej Lagutin (RUS)     | Team Katusha       | 22    |
| 8  | Thomas De Gendt (BEL)    | Lotto-Soudal       | 19    |
| 9  | Gianluca Brambilla (ITA) | Etixx-Quick Step   | 18    |
| 10 | Luis Ángel Maté (ESP)    | Cofidis            | 18    |

|    | Rytter                   | Hold               | Point |
| -- | ------------------------ | ------------------ | ----- |
| 1  | Nairo Quintana (COL)     | Movistar Team      | 8     |
| 2  | Chris Froome (GBR)       | Team Sky           | 17    |
| 3  | Kenny Elissonde (FRA)    | FDJ                | 34    |
| 4  | David de la Cruz (ESP)   | Etixx-Quick Step   | 39    |
| 5  | Alejandro Valverde (ESP) | Movistar Team      | 41    |
| 6  | Fabio Felline (ITA)      | Trek-Segafredo     | 43    |
| 7  | Simon Yates (GBR)        | Orica-BikeExchange | 46    |
| 8  | Gianluca Brambilla (ITA) | Etixx-Quick Step   | 48    |
| 9  | Robert Gesink (NED)      | Team LottoNL-Jumbo | 48    |
| 10 | Jegor Silin (RUS)        | Team Katusha       | 49    |

|    | Hold               | Tid          |
| -- | ------------------ | ------------ |
| 1  | BMC Racing Team    | 241h 21' 47" |
| 2  | Movistar Team      | + 4' 43"     |
| 3  | Cannondale-Drapac  | + 22' 44"    |
| 4  | Team Katusha       | + 35' 19"    |
| 5  | Ag2r-La Mondiale   | + 35' 30"    |
| 6  | Astana Pro Team    | + 56' 22"    |
| 7  | Etixx-Quick Step   | + 1h 04' 57" |
| 8  | IAM Cycling        | + 1h 08' 38" |
| 9  | Tinkoff            | + 1h 23' 50" |
| 10 | Orica-BikeExchange | + 1h 33' 00" |